# Metallura
Metallura – rodzaj ptaków z podrodziny paziaków (Lesbiinae) w rodzinie kolibrowatych (Trochilidae).

## Zasięg występowania
Rodzaj obejmuje gatunki występujące w Ameryce Południowej.

## Morfologia
Długość ciała 9–14 cm; masa ciała 2,7–5,9 g.

## Systematyka

### Etymologia
- Laticauda: łac. latus „szeroki”; cauda „ogon”[7]. Gatunek typowy: Trochilus tyrianthinus Loddiges, 1832.
- Metallura: gr. μεταλλον metallon „metal”; ουρα oura „ogon”[8].
- Urolampra: gr. ουρα oura „ogon”; λαμπρος lampros „jasny, lśniący”[9]. Gatunek typowy: Trochilus tyrianthinus Loddiges, 1832.
- Lavinia: w mitologii rzymskiej Lawinia (łac. Lavinia) była córką Latynusa i Amaty, która urodziła w lesie syna Sylwiusza[10]. Gatunek typowy: Metallura hedvigae Taczanowski, 1874 (= Urolampra eupogon Cabanis, 1874).

### Podział systematyczny
Do rodzaju należą następujące gatunki:
- Metallura phoebe (Lesson & De Lattre, 1839) – metalik czarniawy
- Metallura iracunda Wetmore, 1946 – metalik złotawy
- Metallura tyrianthina (Loddiges, 1832) – metalik krasnosterny
- Metallura aeneocauda (Gould, 1846) – metalik łuskowany
- Metallura odomae G.R. Graves, 1980 – metalik purpurowogardły
- Metallura williami (De Lattre & Bourcier, 1846) – metalik zielonawy
- Metallura baroni Salvin, 1893 – metalik fioletowogardły
- Metallura theresiae Simon, 1902 – metalik miedziany
- Metallura eupogon (Cabanis, 1874) – metalik czerwonogardły